# Metonitazeno
El metonitazeno es un compuesto analgésico relacionado con el etonitazeno, que se informó por primera vez en 1957, y se ha demostrado que tiene aproximadamente 100 veces la potencia de la morfina por vías centrales de administración, pero si se usa por vía oral se ha demostrado que tiene aproximadamente 10 veces la potencia de la morfina.
Sus efectos son similares a los de otros opioides, como el fentanilo y la heroína, e incluyen analgesia, euforia y somnolencia. Entre los efectos adversos se incluyen vómitos y depresión respiratoria, que pueden ser mortales. Debido a su alto potencial de dependencia y sus peligrosos efectos adversos, nunca se ha introducido en la farmacoterapia. En cambio, se utiliza comúnmente en la fabricación ilícita de pastillas de opioides de oxicodona falsificadas.

## Estatus legal
En los Estados Unidos, el metonitazeno es una sustancia controlada de la Lista I según la Ley de Sustancias Controladas.
El metonitazeno no está controlado por el Convenio sobre Sustancias Sicotrópicas de 1971; sin embargo, en muchos países la posesión o la intención de venderla para el consumo humano podría ser procesada en virtud de varias leyes análogas.
El metonitazeno se convirtió en un fármaco de clase A en el Reino Unido el 20 de marzo de 2024.